# Lloyd Glasspool
Lloyd Glasspool (ur. 19 listopada 1993 w Birmingham) – brytyjski tenisista.

## Kariera tenisowa
Zawodowy tenisista od 2015 roku.
W grze podwójnej wygrał siedem turniejów rangi ATP Tour z dziewiętnastu rozegranych finałów.
W rankingu gry pojedynczej najwyżej był na 282. miejscu (25 lipca 2016), a w klasyfikacji gry podwójnej na 7. pozycji (12 czerwca 2023).

### Finały w turniejach ATP Tour
| Legenda                                      |
| -------------------------------------------- |
| Wielki Szlem                                 |
| Igrzyska olimpijskie                         |
| Tennis Masters Cup / ATP Finals              |
| ATP Masters Series / ATP Tour Masters 1000   |
| ATP International Series Gold / ATP Tour 500 |
| ATP International Series / ATP Tour 250      |

#### Gra podwójna (7–12)
| Końcowy wynik | Nr  | Data                 | Turniej       | Nawierzchnia  | Partner           | Przeciwnicy                         | Wynik finału       |
| ------------- | --- | -------------------- | ------------- | ------------- | ----------------- | ----------------------------------- | ------------------ |
| Zwycięzca     | 1.  | 14 marca 2021        | Marsylia      | Twarda (hala) | Harri Heliövaara  | Sander Arends David Pel             | 7:5, 7:6(4)        |
| Finalista     | 1.  | 6 lutego 2022        | Montpellier   | Twarda (hala) | Harri Heliövaara  | Pierre-Hugues Herbert Nicolas Mahut | 6:4, 6:7(3), 10–12 |
| Finalista     | 2.  | 13 lutego 2022       | Dallas        | Twarda (hala) | Harri Heliövaara  | Marcelo Arévalo Jean-Julien Rojer   | 6:7(4), 4:6        |
| Finalista     | 3.  | 19 czerwca 2022      | Londyn        | Trawiasta     | Harri Heliövaara  | Nikola Mektić Mate Pavić            | 6:3, 6:7(3), 6–10  |
| Zwycięzca     | 2.  | 24 lipca 2022        | Hamburg       | Ceglana       | Harri Heliövaara  | Rohan Bopanna Matwé Middelkoop      | 6:2, 6:4           |
| Finalista     | 4.  | 30 lipca 2022        | Umag          | Ceglana       | Harri Heliövaara  | Simone Bolelli Fabio Fognini        | 7:5, 6:7(6), 7–10  |
| Finalista     | 5.  | 25 września 2022     | Metz          | Twarda (hala) | Harri Heliövaara  | Hugo Nys Jan Zieliński              | 6:7(5), 4:6        |
| Finalista     | 6.  | 23 października 2022 | Sztokholm     | Twarda (hala) | Harri Heliövaara  | Marcelo Arévalo Jean-Julien Rojer   | 3:6, 3:6           |
| Zwycięzca     | 3.  | 8 stycznia 2023      | Adelaide      | Twarda        | Harri Heliövaara  | Jamie Murray Michael Venus          | 6:3, 7:6(3)        |
| Finalista     | 7.  | 4 marca 2023         | Dubaj         | Twarda        | Harri Heliövaara  | Maxime Cressy Fabrice Martin        | 6:7(3), 4:6        |
| Finalista     | 8.  | 26 sierpnia 2023     | Winston-Salem | Twarda        | Neal Skupski      | Nathaniel Lammons Jackson Withrow   | 3:6, 4:6           |
| Zwycięzca     | 4.  | 7 stycznia 2024      | Brisbane      | Twarda        | Jean-Julien Rojer | Kevin Krawietz Tim Pütz             | 7:6(3), 5:7, 12–10 |
| Finalista     | 9.  | 25 maja 2024         | Genewa        | Ceglana       | Jean-Julien Rojer | Marcelo Arévalo Mate Pavić          | 6:7(2), 5:7        |
| Zwycięzca     | 5.  | 1 października 2024  | Tokio         | Twarda        | Julian Cash       | Ariel Behar Robert Galloway         | 6:4, 4:6, 12–10    |
| Finalista     | 10. | 3 listopada 2024     | Paryż         | Twarda (hala) | Adam Pavlásek     | Wesley Koolhof Nikola Mektić        | 6:3, 3:6, 5–10     |
| Zwycięzca     | 6.  | 5 stycznia 2025      | Brisbane      | Twarda        | Julian Cash       | Jiří Lehečka Jakub Menšík           | 6:3, 6:7(2), 10–6  |
| Zwycięzca     | 7.  | 22 lutego 2025       | Doha          | Twarda        | Julian Cash       | Joe Salisbury Neal Skupski          | 6:3, 6:2           |
| Finalista     | 11. | 29 marca 2025        | Miami         | Twarda        | Julian Cash       | Marcelo Arévalo Mate Pavić          | 6:7(3), 3:6        |
| Finalista     | 12. | 13 kwietnia 2025     | Monte Carlo   | Ceglana       | Julian Cash       | Romain Arneodo Manuel Guinard       | 6:1, 6:7(8), 8–10  |